# 瀑布站
瀑布站（英語：Waterfall Station）是悉尼的一個服務瀑布的車站，它亦是東郊及伊拉瓦拉線的最南面的終站。瀑布站有一條路前往一個大型的童軍營。瀑布站的南面就是2003年發生的瀑布站列車翻車意外的地点。

## 月台服務

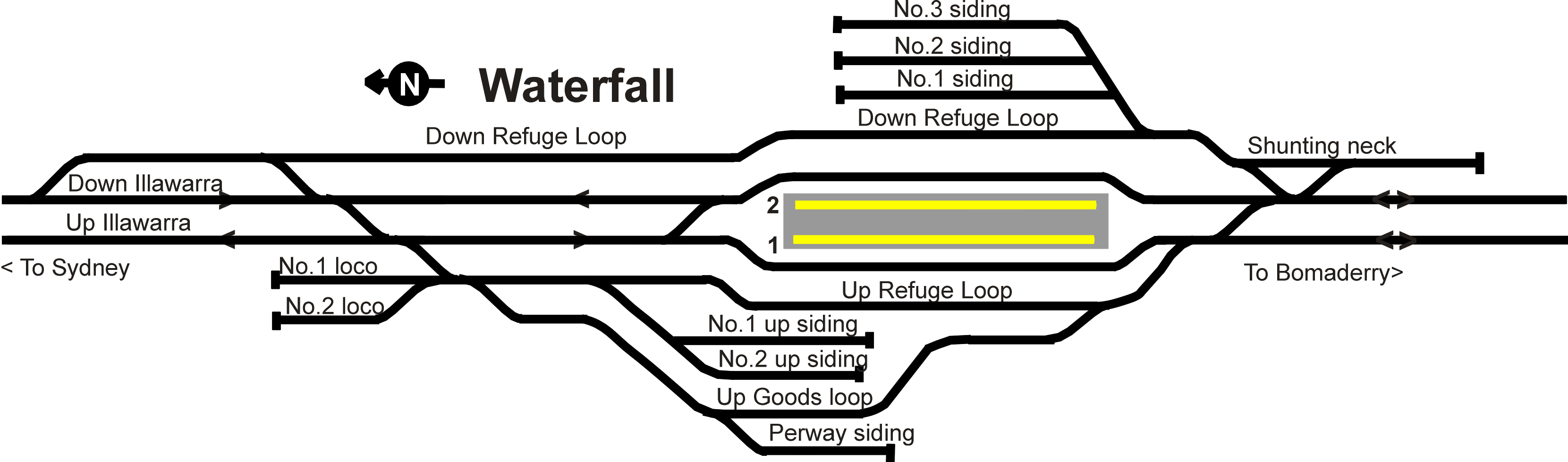
瀑布站路軌圖。

非繁忙時間平均每小時有2個班次，繁忙時間則更多班次。有些南海岸線的班次會停在此站，有時列車會因调度关系而要停在外侧的2條側線。伊拉瓦拉線的列車會以此站為總站，然後返回邦迪聯運站。
1號月台
- 東郊及伊拉瓦拉線 — 往邦迪聯運。
- 南海岸線 — 往悉尼中央/邦迪聯運（只限繁忙時間）。

2號月台
- 東郊及伊拉瓦拉線 — 往邦迪聯運。
- 南海岸線 — 往臥龍崗/奇龍巴/奇亞瑪（往邦拜利可在此轉車）。

## 側線
瀑布站擁有多條側線，用來停靠貨運列車；該站另設有通过的側線，也用于貨運列車。瀑布站東面有3條側線用于停靠列車。

## 傷殘人士設施
此站只設有斜道方便傷殘人士上落，但仍需和親友陪同前往。

## 外部連結
| 往都會區 | 路線             | 往外城 |
| 石南屋   | 東郊及伊拉瓦拉線 | 總站   |
| 薩瑟蘭   | 南海岸線         | 海倫市 |

1. ↑  Bureau of Transport Statistics.  (PDF). Transport NSW.   [13 July 2018]. （原始内容存档 (PDF)于2020-02-28）.
2. ↑  . City Rail.   [2009-06-29]. （原始内容存档于2010-11-25）.